# Providencia (genre)
Genre
Providencia est un genre de bacilles Gram négatifs (BGN) de la famille des Morganellaceae, proche des genres Proteus et Morganella avec lesquels il forme la tribu des Proteeae. Son nom provient de la ville de Providence aux États-Unis (État de Rhode Island). 
Quelques espèces sont des pathogènes humains occasionnels, notamment Providencia alcalifaciens qui est l'espèce type du genre.

## Taxonomie
En 1962, le bactériologiste américain William H. Ewing (d) propose la première description formelle de ce genre bactérien en le distinguant clairement du genre Proteus avec lequel il était jusque-là confondu. Il place alors ces deux groupes dans la tribu des Proteeae, elle-même rattachée aux Enterobacteriaceae d'après des critères phénotypiques.
En 2016, sur la base de travaux de phylogénétique moléculaire, le genre Providencia est déplacé vers la famille des Morganellaceae nouvellement créée,. 

## Caractéristiques

### Morphologie et culture
Ce sont des bactéries mobiles par ciliature péritriche c'est-à-dire qu'elles se déplacent à l'aide de flagelles disposés sur toute la périphérie de la cellule bactérienne. Comme tous les Enterobacterales leur type respiratoire est anaérobie facultatif.
Ce ne sont pas des BGN non exigeants, c'est-à-dire que leur croissance est possible sur la plupart des milieux de base et ne nécessite ni facteurs de croissance ni conditions de culture spécifiques. En pratique les géloses non sélectives (GNO, GTS etc.) et les géloses « entériques » utilisés pour isoler les BGN (MacConkey, EMB etc.) suffisent à les maintenir. Par ailleurs deux milieux différentiels ont été développés pour faciliter l'identification des Providencia dans les prélèvements de selles : la gélose PAM et la gélose PMXMP.

### Caractères biochimiques
Comme la plupart des Enterobacterales ce sont des bactéries oxydase négatives et catalase positives. Avec les autres bactéries de la famille des Morganellaceae elles ont en commun l'absence d'arginine dihydrolase (ou arginine décarboxylase) et un résultat négatif à la réaction de Voges-Proskauer.
Elles partagent de plus les caractéristiques suivantes avec les genres Morganella et Proteus (tribu des Proteeae), :
- présence d'une phénylalanine désaminase, d'une tryptophane désaminase et d'une ornithine désaminase ;
- absence de lysine décarboxylase ;
- absence de β-galactosidase (test à l'ONPG négatif) ;
- réduction des nitrates en nitrites ;
- acidification du D-glucose mais pas du mélibiose.

Les Providencia partagent aussi avec les Morganella l'absence de lipase, l'incapacité à hydrolyser la gélatine et l'aptitude à acidifier le D-mannose, mais s'en distinguent par l'absence d'ornithine décarboxylase. Elles ne produisent pas de sulfure d'hydrogène (H2S) et l'uréase n'est constante que chez une seule espèce (P. rettgeri).
Le tableau suivant récapitule d'autres caractères, variables au sein du genre, qui peuvent contribuer au diagnostic d'espèce par une approche phénotypique, :
|                  | production indole | utilisation citrate | activité uréase | acidification L-rhamnose | acidification maltose | acidification tréhalose | acidification D-adonitol | acidification D-arabitol | acidification D-mannitol | acidification myo-inositol |
| P. alcalifaciens | +                 | +                   | ―               | —                        | —                     | —                       | +                        | —                        | —                        | —                          |
| P. heimbachae    | —                 | —                   | —               | +                        | ±                     | —                       | +                        | +                        | —                        | ±                          |
| P. rettgeri      | +                 | +                   | +               | ±                        | —                     | —                       | +                        | +                        | +                        | +                          |
| P. rustigianii   | +                 | ±                   | —               | —                        | —                     | —                       | —                        | —                        | —                        | —                          |
| P. stuartii      | +                 | +                   | ±               | —                        | —                     | +                       | —                        | —                        | —                        | +                          |

## Pathogénicité

### En pathologie humaine
P. alcalifaciens est un pathogène humain reconnu, notamment responsable de gastro-entérites qui frappent les voyageurs ou surviennent sur le mode épidémique dans les collectivités (TIAC),,. 
Leur fréquence est probablement sous-estimée car la recherche de Providencia est rarement réalisée par les laboratoires d'analyses médicales dans ce contexte. 
P. stuartii et P. rettgeri peuvent infecter tous les sites anatomiques avec une prépondérance d'infections urinaires (en particulier sur sonde urinaire) et de bactériémies,. P. heimbachae et P. rustigianii sont très rarement la cause d'infections humaines.

### Chez l'animal
P. alcalifaciens a été identifié comme agent étiologique d'entérites nécrosantes chez des chiots et de pneumopathies hémorragiques chez des porcelets, fatales dans les deux cas.
P. sneebia et P. burhodogranariea sont deux espèces isolées de la mouche du vinaigre Drosophila melanogaster et plus précisément de son hémolymphe, liquide normalement stérile qui constitue le milieu intérieur de l'insecte. L'infection par P. sneebia est presque toujours létale et cette virulence particulière semble s'expliquer par une aptitude de la bactérie à éviter le système immunitaire de la mouche, ce qui se traduit entre autres par une sécrétion diminuée de peptides antimicrobiens. D'autres travaux ont mis en évidence le rôle prépondérant et spécifique de certains de ces peptides, les diptéricines, dans l'immunité spécifique de cette même mouche vis-à-vis de P. rettgeri. En effet l'inactivation (par la technique CRISPR-Cas9) des gènes de ces peptides suffit à induire une susceptibilité marquée à l'infection alors que les insectes qui possèdent des gènes fonctionnels sont immunisés,.
P. vermicola a été isolée de formes juvéniles de Steinernema thermophilum, un ver nématode parasite des insectes.

## Liste d'espèces
Selon la LPSN, les espèces suivantes sont recensées en juin 2021 :
- Providencia alcalifaciens (de Salles Gomes 1944) Ewing, 1962 ; espèce type
- Providencia burhodogranariea Juneja & Lazzaro, 2009
- Providencia heimbachae Müller et al., 1986
- Providencia huaxiensis Hu et al., 2019
- Providencia rettgeri (Hadley et al., 1918) Brenner et al., 1978
- Providencia rustigianii Hickman-Brenner et al., 1983 : anc. P. friedericiana
- Providencia sneebia Juneja & Lazzaro, 2009
- Providencia stuartii (Buttiaux et al. 1954) Ewing, 1962
- Providencia thailendensis Khunthongpan et al., 2014
- Providencia vermicola Somvanshi et al., 2006